# Гуков, Владимир Иванович
Владимир Иванович Гуков (1927 — сентябрь 1942) — юный герой-пионер, партизан разведчик Великой Отечественной войны, зверски замучен и расстрелян в сентябре 1942 года.

## Биография
Родился в 1928 года в посёлке Новый, Абинского района Северо-Кавказского края. Жил в станице Мингрельская. Мама - Гликерия Моисеевна, отец - Иван Петрович. В семье воспитывалось два мальчика, ещё брат Серёжа. К 1942 году, когда немцы оккупировали станицу Володя завершил обучение в 6-м классе.
Отца Ивана Петровича призвали на фронт, домой он больше не вернулся. В августе 1942 года, когда немцы подошли вплотную к станице, Володя упросил мать отпустить его отогнать, вместе со старшим группой Филиппом Ивановичем Семеняков, скот в горы. Дорога назад была закрыта. Так Володя примкнул к партизанам, став разведчиком стрелом отряда "Вихрь". Сначала исполнял различные хозяйственные работы, но сложная обстановка заставила командира отправить Володю с боевым заданием, которое он успешно выполнил.
В сентябре 1942 года ему было установлено задание собрать информацию о скоплении фашистов на станции Линейная. Володя в рваной одежде, повесив через плечо холщовую сумку, пошёл просить милостыню. Он высматривал и изучал расстановку сил на станции. Так юный разведчик выполнял многие задания.
Однажды у хутора Красный Октябрь Северского района юный разведчик, забыв осторожность, слишком близко подошёл к немецким танкам. Такая неосторожность привела к задержанию подростка. Его доставили в штаб в посёлок Табачный (ныне Октябрьский), обыскали, но, кроме сумки с кусочками хлеба, ничего не нашли и уже хотели отпускать. Но местный полицай Тонконог тщательно осмотрел манжеты брюк, в которых нашёл записку: «Ждите скоро гостей. Передаём привет».
Немцы жестоко истязали юного пионера. Пытали его. Не добившись информации, заставили рыть себе могилу и расстреляли в упор.
Партизанский отряд не сразу установил судьбу отважного героя. Первое время его считали пропавшим без вести. Расстрел видели местные жители, они и похоронили Володю. После освобождения посёлка его тело было перенесено в парк и перезахоронено у Вечного огня, в мемориале «Они сражались за Родину».

## Память
- На месте стоянки партизанского отряда «Вихрь» у посёлка Ахтырский на средства, собранные учениками школы № 3 г. Абинска, находится памятный знак.
- Об отважном подростке написан очерк.
- В музее ст. Мингрельской хранятся материалы о Володе Гукове.